# François de Tournemine de La Guerche
Pour les articles homonymes, voir Tournemine.
François de Tournemine de La Guerche, né en 1457, mort le 29 octobre 1529, fut ambassadeur de Louis XII en Hongrie.

## Biographie
Fils de Jean III de Tournemine (la famille des Tournemine  de La Guerche est une branche collatérale de la famille de Tournemine, dont la branche aînée était seigneur de La Hunaudaye) et de Mathurine du Perrier, seigneur de La Guerche en Retz et de La Poterie.
Il fut nommé par Louis XII, ambassadeur en Hongrie en 1500, « pour y conduire la princesse Anne de Foix, fille du comte de Candale et de Catherine de Foix, troisième épouse de Vladislas IV de Bohême, roi de Hongrie, de Bohême et de Croatie » ; s'acquittant de cette ambassade avec magnificence et dextérité, il fit assigner le Douaire de la Reine sur le Domaine de Hongrie, porta le sceptre royal au couronnement, se signala dans plusieurs expéditions contre les Turcs, et après avoir fait deux fois le voyage de la Terre sainte, mourut l'an 1529, sans avoir été marié. Il fut enterré à Nantes.